# Carl Aeschbacher
Carl Aeschbacher   (Berna, 31 de març de 1886 - Zúric, 29 de gener de 1944), va ser un compositor i mestre de cor suís.

## Biografia
Després d'estudiar a l'Escola Normal de Hofwil, Carl Aeschbacher va estudiar música al Conservatori de Colònia amb Fritz Steinbach. De 1913 a 1929 va ser director de música a Trogen. Allà va ser professor de cant a l'escola cantonal, director de l'orquestra de l'escola i del cor mixt, organista de l'església parroquial. De 1929 a 1944 va ser mestre vocal al col·legi cantonal de Zuric i director del cor d'homes de Zuric.
Es va casar amb Ida Kaderli. El seu fill Adrian Aeschbacher va tenir èxit com a pianista mentre que el seu segon fill, Niklaus Aeschbacher, es va convertir en director d'orquestra.

## Obres (llista no exhaustiva)
És autor en particular de la Variationen über das Weihnachtslied 'Stille Nacht', així com de la Variationen über das Weihnachtslied 'O du fröhliche', ambdues per a piano
- Dankgebet, op. 50
- Lob de Schöpfers, op. 56